# Катті Сарк

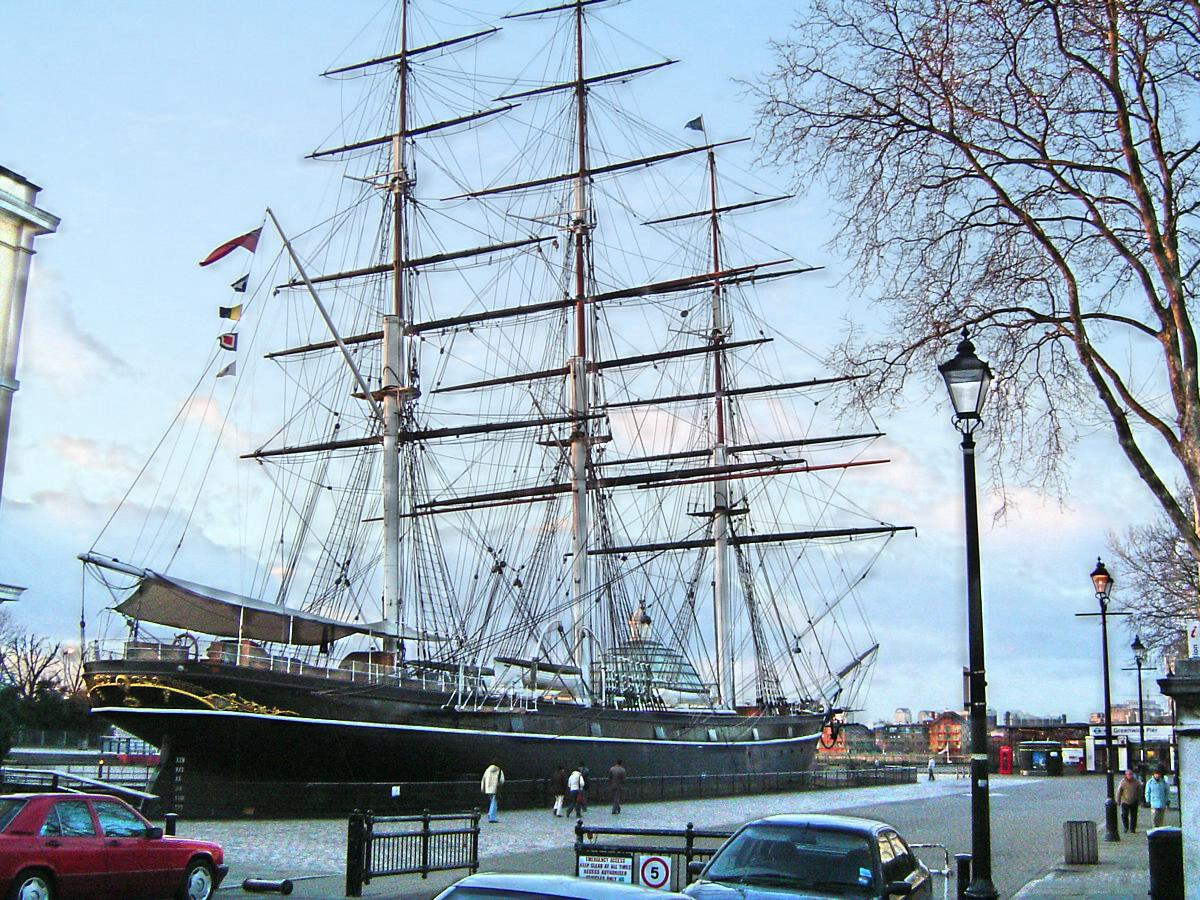
«Катті Сарк»

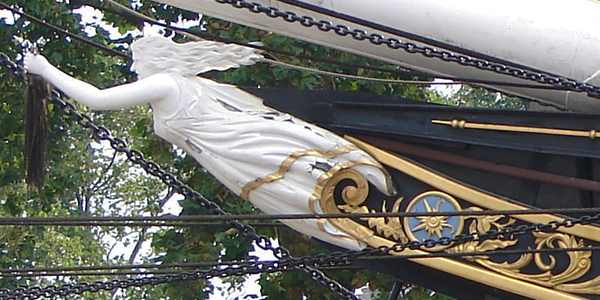
Носова фігура «Катті Сарк»

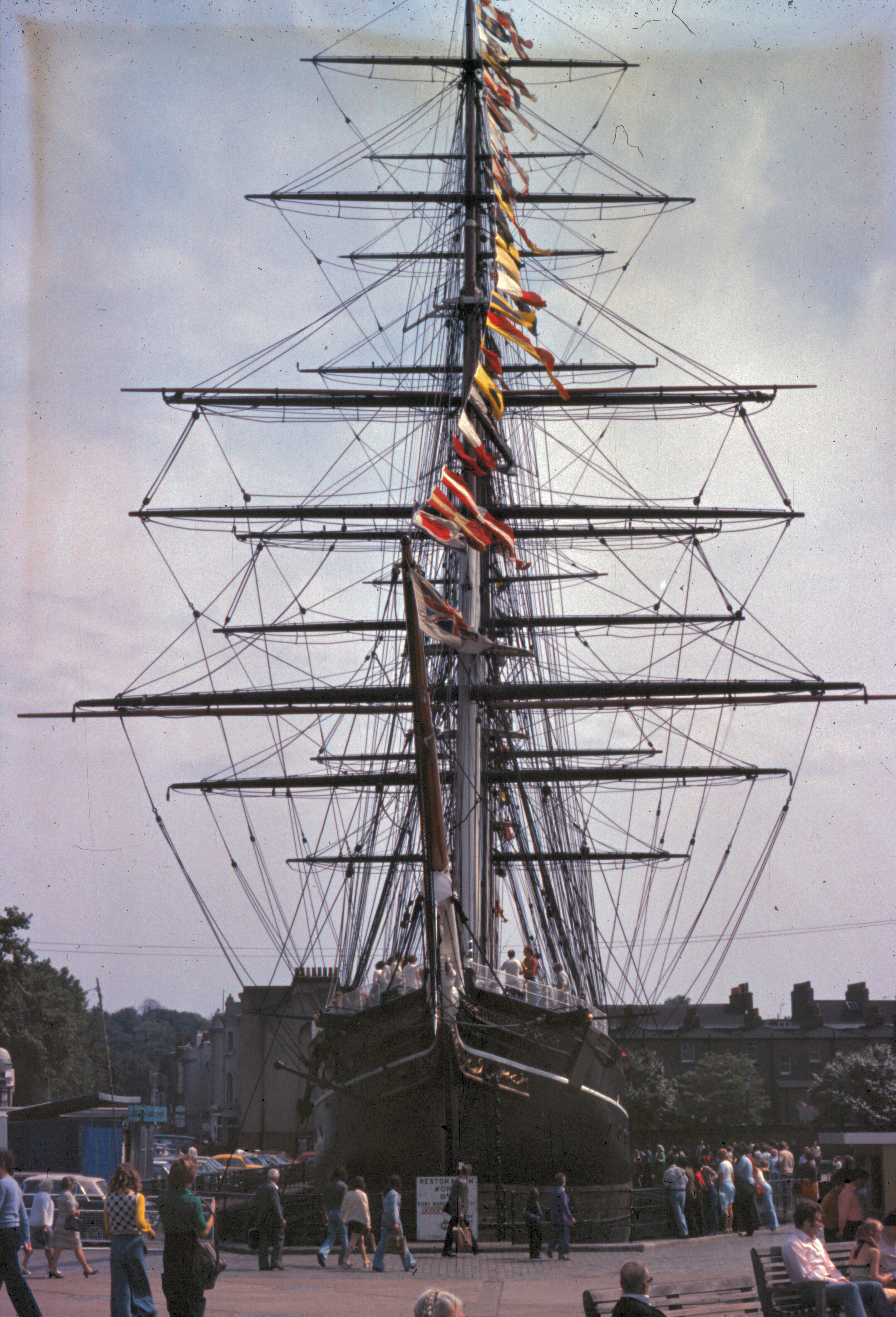
«Катті Сарк», 1997 рік

«Катті Сарк» під вітрилами

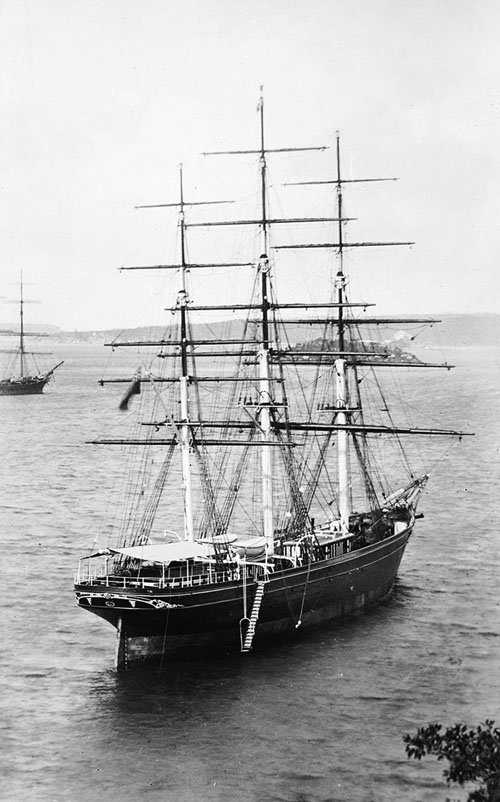
«Катті Сарк» в Сіднеї, 1890

«Катті Сарк» (англ. Cutty Sark) — один з найвідоміших і єдиний збережений сьогодні човен повний кліпер. Був побудований у 1869. Нині перебуває в сухому доці в Гринвічі (Велика Британія).

## Етимологія
Судно отримало назву Катті Сарк на честь відьми Ненні Ді з поеми Роберта Бернза «Тем О'Шентер».

## Історія
Кліпер спроектований Геркулесом Лінтоном (Hercules Linton), побудований і спущений на річку Клайд (Clyde) 23 листопада 1869 в шотландському місті Дамбартон (Dumbarton) компанією Scott & Linton на замовлення капітана Джона «Джока» Вілліса (John Willis), що мав прізвисько «Білий циліндр».
Кліпер використовувався для доставки чаю з Китаю в Лондон. Компанія, яка привозила чай першою, одержувала значні прибутки через високу вартість чаю нового врожаю.
У гонці кліперів «Катті Сарк» не виділялася нічим особливим. Популярність їй принесли змагання на швидкість з кліпером «Фермопіли» в 1872. Обидва кліпери одночасно вийшли з Шанхая 18 червня, однак через два тижні «Катті Сарк» в бурі втратила стерно і капітан Моуді утримував Кліпер за вітром під час бурі за допомогою плавучого якоря, поки на борту майстрували запасне кермо. Робота тривала вісім діб, оскільки лютий шторм не припинявся. Для цього судновий тесляр Генрі Гендерсон поставив на палубі, по якій гуляли хвилі, кузню.
Внаслідок затримки з ремонтом «Катті Сарк» прибула в Лондон на тиждень пізніше «Фермопіл» — 18 жовтня, витративши на подорож 122 дні. Тим не менш, кліпер назавжди увійшов в історію завдяки тому, що після аварії капітан не здався, а вирішив продовжити гонку, спорудивши імпровізоване стерно у відкритому морі замість того, щоб зійти з дистанції на ремонт у порт, і при цьому відстав усього на один тиждень.
У 1880-ті роки кліпер був залучний до перевезення вовни з Австралії, в 1895 році кліпер був перейменований і отримав назву «Ферейра» — за прізвищем нових хазяїв братів Ферейра. У 1922 експлуатація «Катті Сарк» припинилась через нерентабельність. Нині британський капітан Доумен, що раніше ходив на «Катті Сарк», викупив кліпер і відбуксирував його в британський порт Фалмут для переобладнання в навчальне судно. У 1938 році вдова капітана Доумена подарувала кліпер Морському коледжу і він був переведений у Темзу.
10 грудня 1954 кліпер здійснив свій останній рейс — перехід по Темзі до місця вічної стоянки в сухому доці Гринвіча.
Судно серйозно постраждало під час пожежі 21 травня 2007. Повторне відкриття після реставрації відбулося в квітні 2012 за участі королеви Єлизавети II.

## Конструкція та основні характеристики
Конструктивно це був композитний корабель: залізний набір, покритий дерев'яною обшивкою. Обшивка вище ватерлінії була виконана з тикової деревини, нижче ватерлінії — з особливої породи в'яза — ільма Томаса. Днище судна нижче ватерлінії було обшите пластинами зі сплаву міді та цинку (т. зв. Мюнц-метал).
Основні характеристики:
- Водотоннажність: 2133,7 тонн при осадці 6,1 м.
- Корисний вантаж: 615 тонн.
- Довжина повна: 85,4 м.
- Довжина корпусу: 64,8 м.
- Ширина: 11 м.
- Осадка: 6,7 м.
- Висота грот-щогли від головної палуби до топа: 46,3 м.
- Загальна площа вітрил[2]: 3350 м².